# Plesiocystiscus josephinae
Plesiocystiscus josephinae is een slakkensoort uit de familie van de Cystiscidae. De wetenschappelijke naam van de soort is voor het eerst geldig gepubliceerd in 1992 door Fernandes & Rolán.
Dit zeeslakje is endemisch in Sao Tomé en Principe.